# Gottlieb Rudolf Bühlmann
Gottlieb Rudolf Bühlmann (* 22. März 1818 in Grosshöchstetten; † 11. April 1886 ebenda) war ein Schweizer Politiker. Von 1854 bis 1857 gehörte er dem Nationalrat an.

## Biografie
Bühlmann war der Sohn eines Amtsschreibers. Von 1835 bis 1837 arbeitete er in Burgdorf im Büro von Johann Ludwig Schnell und Eduard Blösch. Anschliessend studierte er Recht an den Universitäten Bern, Leipzig und Berlin. Bühlmann war Mitglied der Zofingia. 1841 erhielt er das Patent als Rechtsanwalt, zwei Jahre später wurde er auch als Notar zugelassen. Diese beiden Tätigkeiten übte er ab 1843 in Grosshöchstetten aus. Darüber hinaus war er Kassier der Ersparniskasse Konolfingen und ab 1860 deren Verwalter.
1849 zog Bühlmann in den Grossen Rat des Kantons Bern ein. Nach einer erfolglosen Kandidatur im Jahr 1851 trat er für die Konservativen bei den Nationalratswahlen 1854 an und wurde im Wahlkreis Emmental gewählt. Drei Jahre später verlor er seinen Sitz an Rudolf Schmid. Im Grossen Rat sass er bis 1866 und ein weiteres Mal von 1870 bis 1874.
Sein Sohn war der Politiker Fritz Ernst Bühlmann.